# پرچم نیروی فضایی ایالات متحده آمریکا
پرچم نیروی فضایی ایالات متحده پرچمی است که توسط نیروی فضایی ایالات متحده و همچنین واحدها و تشکیلات فرعی آن استفاده می‌شود. از این پرچم به طور رسمی در ۱۵ مه سال ۲۰۲۰ میلادی رونمایی شد.